# Comté d'Aransas
Le comté d'Aransas, en anglais : Aransas County, prononcé [əˈrænzɨs],  est un comté situé dans le sud-est de l'État du Texas aux États-Unis. Le siège du comté est Rockport. Selon le recensement de 2020, sa population est de 23 830 habitants.
Le comté a une superficie de 1 367 km2, dont 652 km2 en surfaces terrestres.
Le comté a été créé en 1871 à partir du comté de Refugio. Il fait partie de l'aire métropolitaine de Corpus Christi.

## Comtés adjacents
| Comté de Refugio      |                 | Comté de Calhoun |
| Comté de San Patricio | comté d'Aransas |                  |
|                       | Comté de Nueces |                  |